# Código de pontuação (ginástica rítmica)

Pictograma da modalidade rítmica

O Código de Pontos ou código de pontuação é, na ginástica rítmica, o sistema de avaliação usado pela Federação Internacional de Ginástica (FIG).
É nele que se baseiam as praticantes da modalidade ginástica rítmica, bem como árbitros e todos os envolvidos com os desportos. Elaborado pela FIG, é ele quem rege o andamento de todas as competições internacionais a nível de apresentações - segurança e dificuldade das rotinas realizadas.